# Distrikt La Punta
Der Distrikt La Punta liegt in der konstitutionellen Provinz Callao an der Pazifikküste von West-Peru. Der am 6. Oktober 1915 gegründete Distrikt hat eine Fläche von 0,75 km². Beim Zensus 2017 lebten 3829 Einwohner im Distrikt. Im Jahr 1993 lag die Einwohnerzahl bei 6490, im Jahr 2007 bei 4370. La Punta ist eines der Nobelviertel von Callao.

## Geographische Lage
Der Distrikt La Punta liegt auf einer Landzunge im Süden der Provinz Callao. Er umfasst einen Yachthafen an der Nordküste sowie einen Badestrand an der Südküste. Der Distrikt grenzt im Osten an den Distrikt Callao.

## Politik

### Regionalpolitik
Der Regionalrat der Region Callao ist die Volksvertretung auf Regionalebene mit gewissen gesetzgeberischen Kompetenzen. Die neun Ratsmitglieder werden alle vier Jahre in den peruanischen Regionalwahlen gewählt. Da die Region Callao nur aus einer einzigen Provinz besteht, repräsentieren die Ratsmitglieder anders als in den restlichen Regionen Perus nicht die einzige Provinz, sondern die Distrikte Callaos. La Punta wird durch ein Ratsmitglied repräsentiert. Bei den Regionalwahlen 2022 wurde Salvatore Salpietro Macchiavello der Regionalpartei Contigo Callao zum Ratsmitglied von La Punta für die Periode 2023–2026 gewählt.

### Kommunalpolitik
Der Gemeinderat von La Punta besteht aus sechs Sitzen, von denen einer vom Bürgermeister besetzt wird. Der Bürgermeister und die Ratsmitglieder werden alle vier Jahre in den peruanischen Kommunalwahlen gewählt. Bei der Kommunalwahl 2022 wurden sie für die Periode 2023–2026 gewählt. Zum Bürgermeister gewählt wurde Ramón Ricardo Garay León von Contigo Callao gewählt. Von den restlichen fünf Ratsmitgliedern gehören vier ebenfalls Contigo Callao an, eins gehört Podemos Perú an.

## Verkehr
Die Avenida Miguel Grau und Agustín Gamarra verbinden La Punta mit dem Distrikt Callao. Dort beginnt die Nationalstraße PE-20, welche die Distrikte Callaos mit der Nationalstraße PE-1N verbindet, die Teil der Panamericana ist.